# 奧斯拉米夫
48°59′16″N 27°19′37″E / 48.98778°N 27.32694°E
奧斯拉米夫（烏克蘭語：Осламів）是位於烏克蘭西部的村莊，由赫梅利尼茨基州裡赫梅利尼茨基區的溫基夫齊市鎮負責管轄。該村始建於1661年，面積3.92平方公里，海拔高度294米，2001年人口1,353。